# Вербижівка
Вербижівка — річка в Україні, у Вінницькому районі Вінницької області, ліва притока Південного Бугу (басейн Чорного моря).

## Опис
Довжина річки приблизно 9 км.

## Розташування
Бере початок на південно-західній стороні від Стадниці. Тече переважно на північний захід понад селом Десна і на північній околиці Вінниці (урочище Кабачок) впадає у річку Південний Буг.